# Cabo Jinmu
O cabo Jinmu é um cabo na ilha e província de Ainão, na República Popular da China, que constitui o ponto mais meridional do território chinês (excluindo a reivindicação da República Popular da China sobre as ilhas Spratly). Fica no município de Sanya, a cerca de 20 km da cidade de Sanya. Há um farol no local.
Em 1996, o governo chinês anunciou que o cabo Jinmu passava a ser considerado como uma das linhas de base marítimas da China.